# Cairuán
Cairuán, Kaïrouan o Qayrawán (árabe: القيروان, al-qayrawān) es una ciudad de Túnez y la capital de la gobernación de Cairuán, localizada a unos 160 kilómetros al sur de la capital. En 2003 la ciudad tenía una población de unos 150 000 habitantes aproximadamente. Fundada alrededor del año 670, el nombre original deriva del persa Kâravân (Caravana, en español) y acabó convirtiéndose en kairuwân. El 11 de agosto de 2021, fue registrada la temperatura máxima histórica de 50,3 grados Celsius (122,5 °F).

## Historia

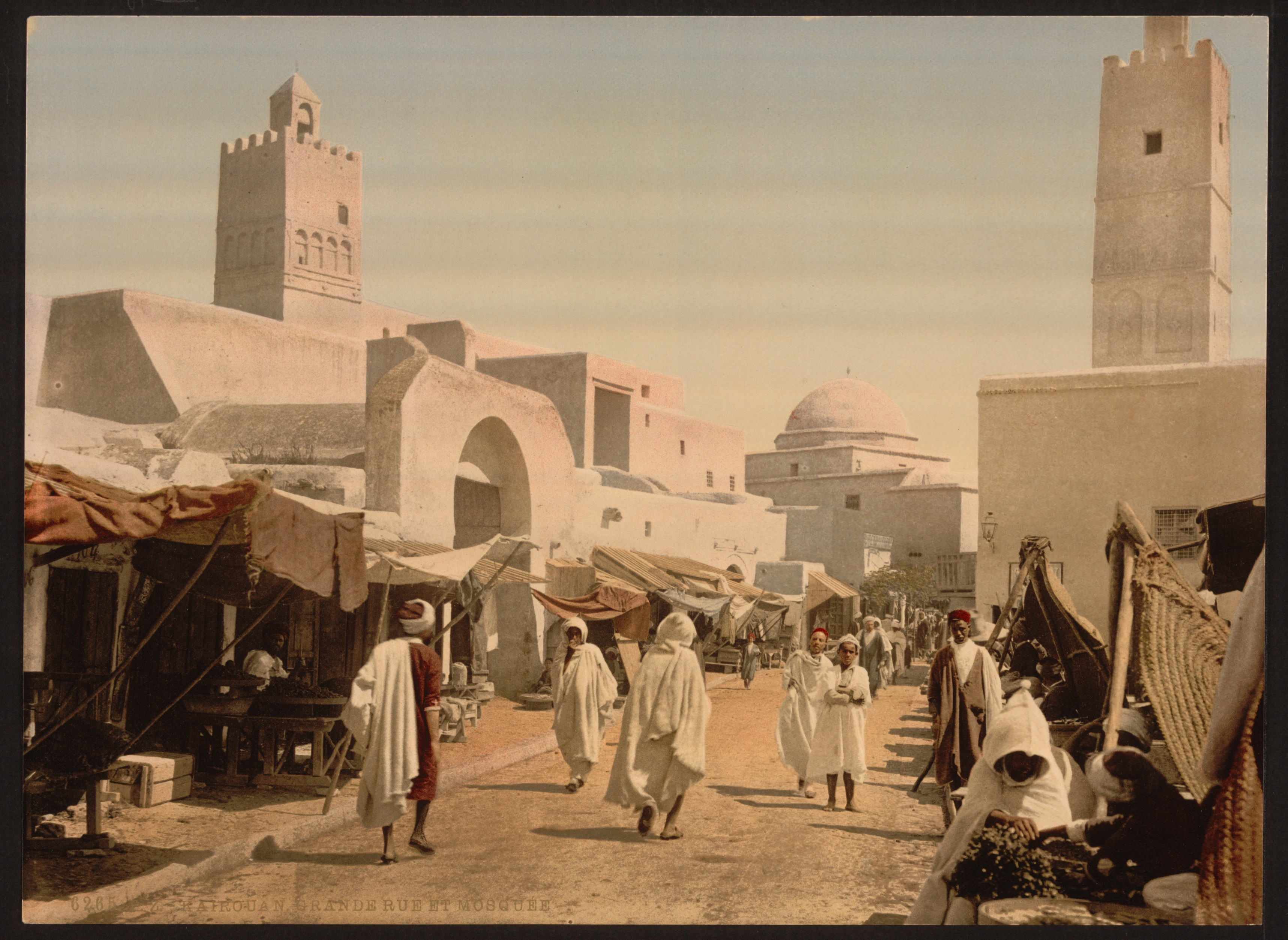
Calle de Cairuán a finales del

Cairuán fue fundada alrededor del 670 cuando el general árabe Uqba ibn Nafi seleccionó un lugar en medio de un denso bosque, en ese entonces infestado de bestias salvajes y reptiles, para la localización de un amsar o puesto militar.
En un artículo titulado "Towards A Strategic Geopolitic Vision of Afro-Arab Relations" el profesor Kwesi Prah declara:

En el año 670, los árabes habían tomado Túnez y, para el 675, ya habían terminado la construcción de Cairuán, la ciudad que se convertiría en la primera base árabe del norte de África. Más adelante durante el periodo medieval, Cairuán se convirtió en la tercera ciudad más santa del islam, por detrás de La Meca y Medina, debido a su importancia como centro de la fe islámica en el Magreb.

Fue capital del emirato aglabí. Cuando uno de sus miembros, Ziyadat, intentó disolver las unidades árabes en 824, se produjo una gran revuelta en Túnez sofocada con la ayuda de los bereberes.

## Religión

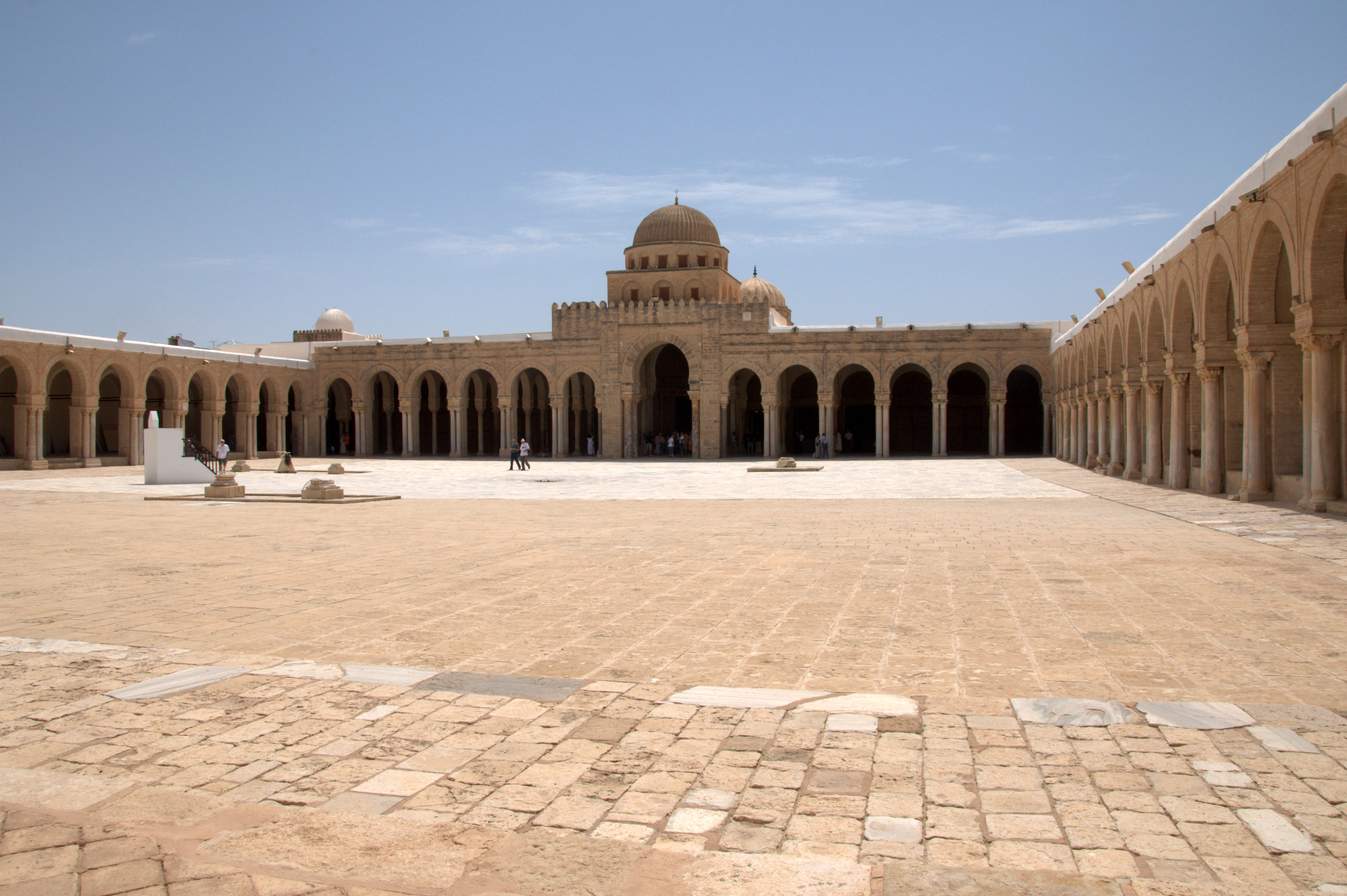
La Gran Mezquita vista desde el suelo

### Islam
Cairuán es una ciudad santa para muchos musulmanes, y los musulmanes suníes la consideran la cuarta ciudad más santa del islam, tras La Meca, Medina y Jerusalén, y la ciudad más santa del Magreb. Hay muchas mezquitas en la ciudad, entre las que destaca la Gran Mezquita de Cairuán. Durante mucho tiempo estuvo prohibida la entrada a la ciudad a los no musulmanes, aunque actualmente ya está permitido. Como ciudad santa para el islam, no es destino de peregrinación, ya que La Meca es el único destino de peregrinación en el islam. Los jariyitas están presentes en la isla de Yerba.

### Judaísmo rabínico
Durante la Edad Media, Cairuán era un centro de erudición talmúdica y rabínica. Los primeros judíos llegaron a Cairuán junto con sus fundadores árabes, procedentes de la región de Cirenaica en lo que actualmente es Libia. Una segunda oleada de colonos judíos llegó a finales del siglo VII. La era dorada de la comunidad comenzó a fines del siglo VIII y duró hasta principios del siglo XI, desde el reinado de los aglábidas hasta el reinado de los háfsidas. La ciudad albergaba una sinagoga, una yeshivá, un cementerio, una organización benéfica comunitaria y otras instituciones. Los judíos de la ciudad estaban en contacto con las academias talmúdicas babilónicas de Sura, Pumbedita y Nehardea, y con las comunidades judías de Al-Ándalus.

## Patrimonio de la Humanidad

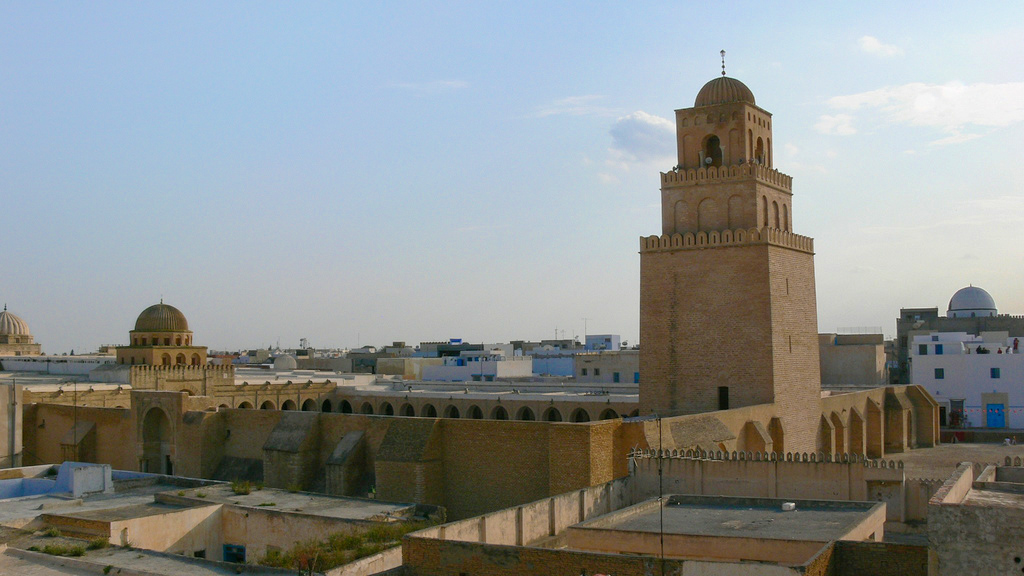
Vista de la ciudad con la silueta de la Gran Mezquita

La ciudad de Cairuán fue declarada por la Unesco como Patrimonio de la Humanidad en 1988, por su rico patrimonio cultural, a saber, es la primera Ciudad Santa del Magreb, por su Gran Mezquita y por la Mezquita de las Tres Puertas y su recinto amurallado.

## Ciudades hermanadas
- Córdoba (España)[5]
- Fez (Marruecos)
- Tremecén (Argelia)